# Войцеховский, Ярогнев
Яро́гнев Войцехо́вский  (пол. Jarogniew Wojciechowski, 5 ноября 1922, Познань — 24 августа 1942, Мюнхенская площадь, Дрезден) — блаженный Римско-католической церкви, мирянин, мученик. Входит в число 108 блаженных польских мучеников, беатифицированных Римским Папой Иоанном Павлом II во время его посещения Варшавы 13 июня 1999 года.

## Биография
Ярогнев Войцеховский был выпускником салезианского оратория в Познани. Принадлежал к организации Добровольческое войско Западных Земель. 23 сентября 1940 года Ярослав Войцеховский был арестован Гестапо вместе с другими участниками салезианского оратория Чеславом Юзьвяком, Эдвардом Клиником, Францишком Кенсы и Эдвардом Казьмерским и отправлен в заключение в дрезденский Форт VII, использованный как концентрационный лагерь. С 23 апреля 1941 года содержался в берлинской тюрьме. 24 августа 1942 года был казнён в Дрездене.

## Прославление
13 июня 1999 года был беатифицирован Римским Папой Иоанном Павлом II вместе с другими польскими мучениками Второй мировой войны.
День памяти — 12 июня.

## Источник
- Marian Orłoń, Wierni do końca, Łódź Wydawnictwo Salezjańskie: nakł. Salezjańskiej Inspektorii św. Stanisława Kostki, 1984